# Мазанка

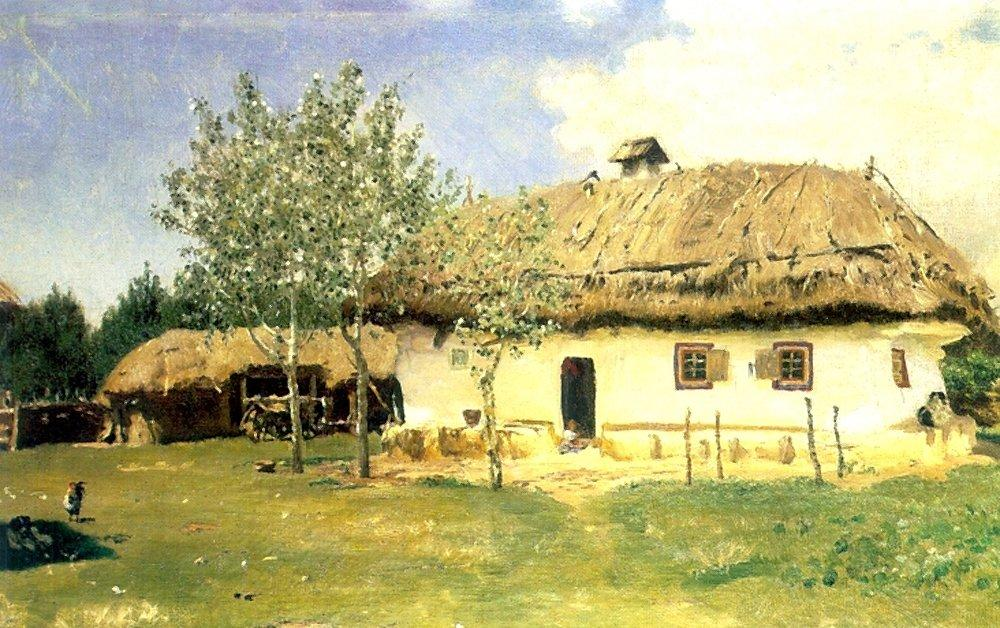
Мазанка, И. Е. Репин. «Украинская хата». 1880. Холст, масло. 34,3 × 52,5 см. Национальный музей «Киевская картинная галерея», Киев

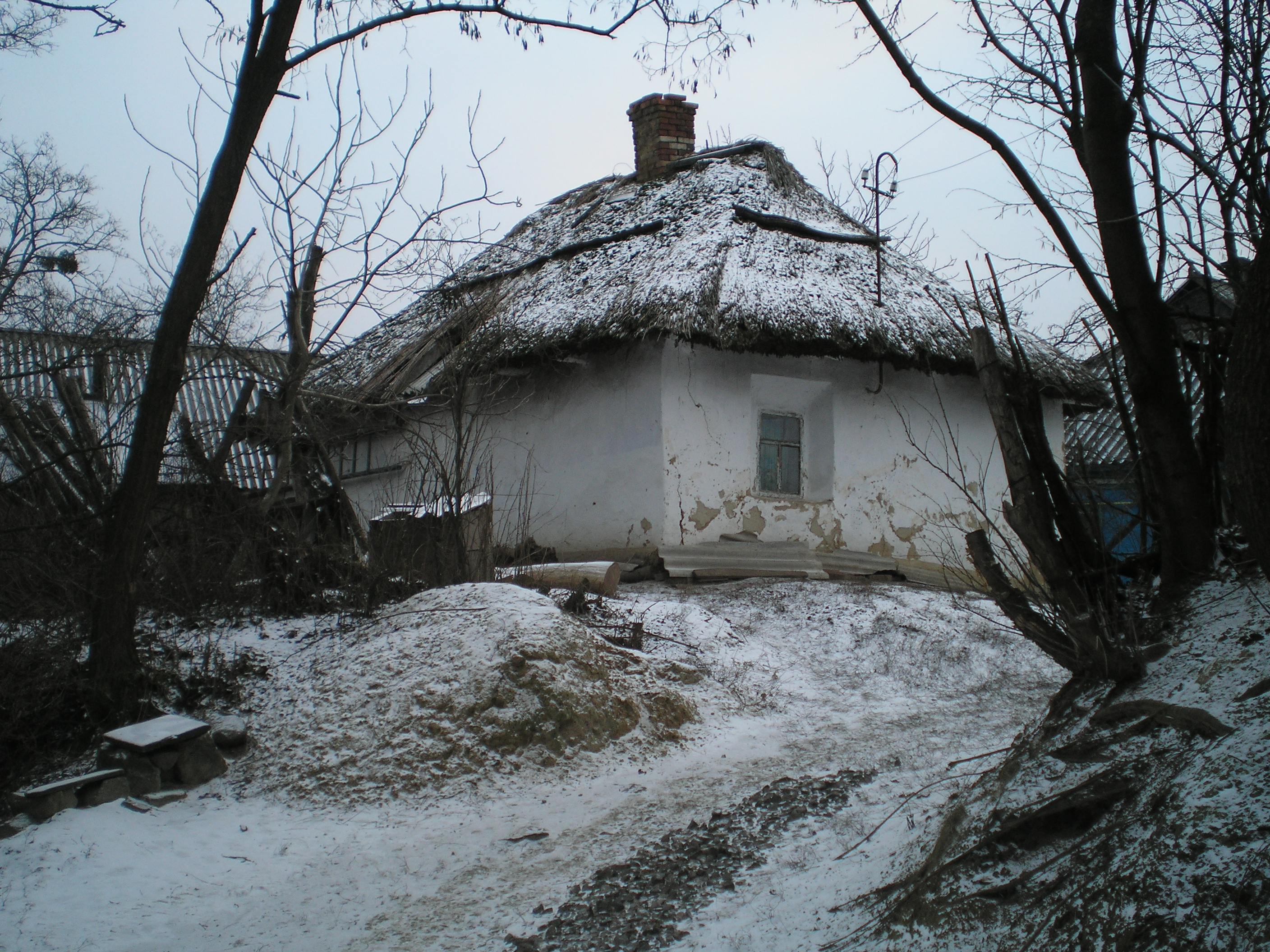
Мазанка

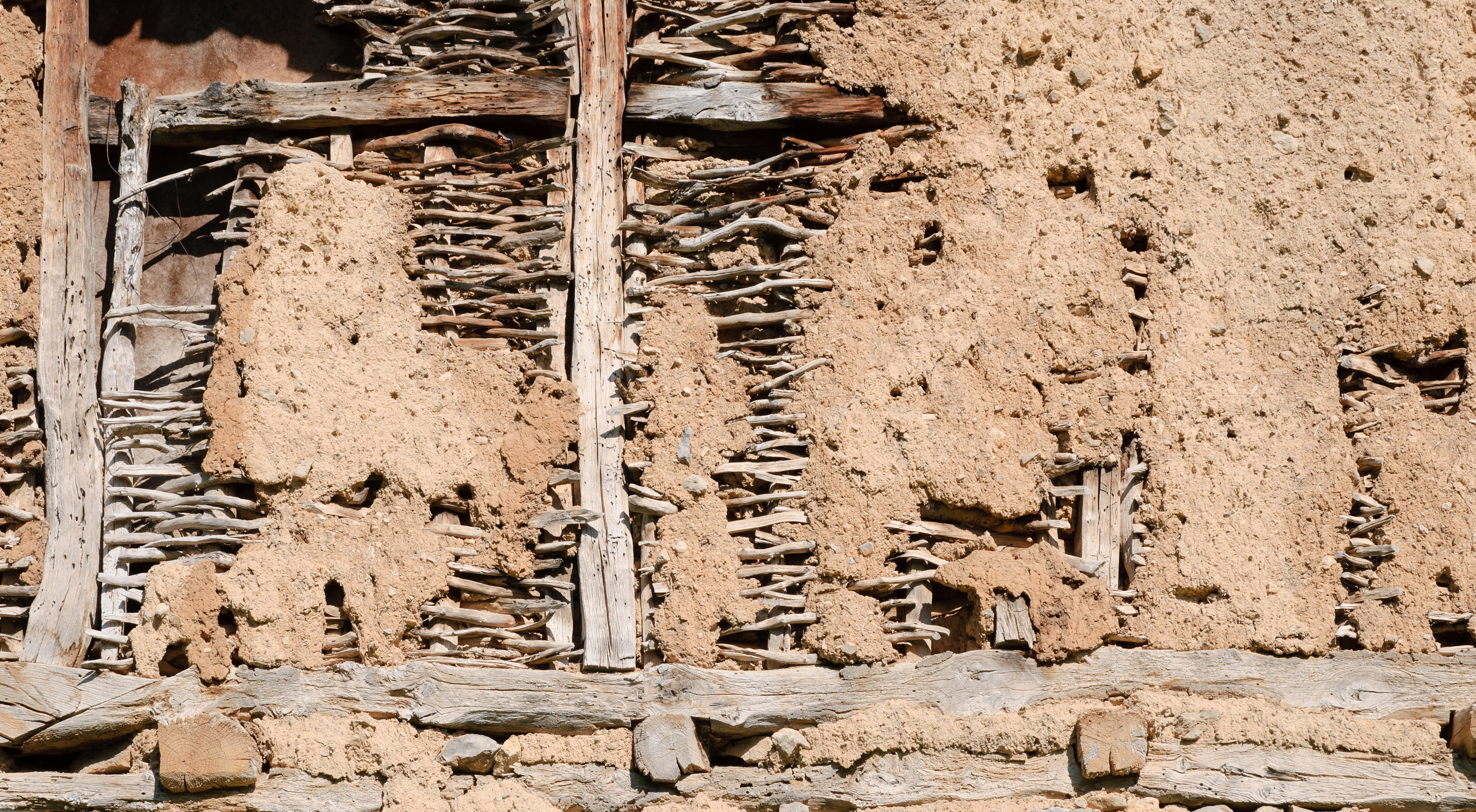
На разрушающейся стене хорошо видны особенности конструкции

Ма́занка — строение из кирпича с известью, заложенных между столбами, связанными перекладами, тип городского и сельского дома (особенно характерный для Украины) из мелкого леса или камыша, с обмазкой глиной, иногда с навозом и сечкой.
На Руси существовали мазанковые церкви (храмы) и другие сооружения. Плетневая мазанка в России называлась на Рязанщине, Орловщине, Тамбовщине — хиба́рка, а на юге и Кавказе — турлу́к.

## Описание
Стены мазанки состоят из каркаса (тонкие ветки дерева или даже хвороста) или сырцового саманного кирпича и обмазываются глиной (откуда и название). Стены мазанки известкуются изнутри и снаружи (белятся).
Сырцовый кирпич, в свою очередь, получается брикетированием смеси глины, соломы и навоза (иногда), с последующей сушкой полученного стройматериала на солнце (обжиг в печах не применяется). Технология возведения мазанок была освоена людьми по крайней мере шесть тысяч лет назад и распространилась по всему миру в странах (краях) с тёплым или умеренным климатом.
Преимущества:
- Доступность и дешевизна стройматериалов.
- Простота возведения и ремонта.
- Хорошая звукоизоляция (благодаря толщине стен и их массе).

Недостатки:
- Невысокая механическая прочность и отсюда невозможность возвести высокое сооружение.
- Высокая теплопроводность стен относительно других материалов. Поэтому мазанки распространены в относительно тёплом климате, в более холодных краях предпочитают дома из дерева.

Мазанкой в узком смысле называют традиционный сельский дом, построенный по этой технологии. Хата — общее название домов в том числе и мазанок, в южных поселениях восточных славян: на Руси (на Украине, в Белоруссии). Украинские мазанки можно увидеть в Музее народной архитектуры и быта под Киевом. В некоторых из них восстановлены интерьеры.
Крыши хат мазанок покрывали обычно соломой, оставшейся после обмолота урожая, либо камышом.
Существует четыре основных типа мазанок — деревянные, плетнёвые, соломенные и камышитовые.
Сейчас некоторые поклонники жизни в экостиле занимаются воссозданием технологий строительства мазанок и созданием домов по ним.